# Mauricio Rodallega
Mauricio Rodallega (El Carmelo, Colombia; 3 de febrero de 1989) es un futbolista colombiano. Juega de Defensa y su equipo es el Konyaspor de la Superliga de Turquía. Como curiosidad, Mauricio es primo del delantero colombiano Hugo Rodallega.

## Clubes
| Club                     | País     | Año            |
| ------------------------ | -------- | -------------- |
| Universitario de Popayán | Colombia | 2011 - 2012    |
| Deportes Quindío         | Colombia | 2013 - 2014    |
| Konyaspor                | Turquía  | 2014 -Presente |